# Opuntia lilae
Opuntia lilae là một loài thực vật có hoa trong họ Cactaceae. Loài này được Trujillo & Marisela Ponce mô tả khoa học đầu tiên năm 1990.